# Аршба, Платон Гамажлович
Плато́н Гама́жлович А́ршба (1915—1991) — министр внутренних дел Абхазской АССР, генерал-майор милиции.

## Биография
Родился в октябре 1915 года в семье служащего в с. Ткварчели Кодорского уезда Сухумского округа Кутаисской губернии (ныне Очамчирский район). Абхазец.
Окончил Сухумский педтехникум (1929—1933) и 3 курса исторического факультета Сухумского педагогического института (1933—1937). С 1937 года служит во органах НКВД-НКГБ-МГБ-МВД.
- курсант Тбилисской межкраевой школы ГУГБ НКВД, практикант НКВД ГССР с января по октябрь 1937;
- помощник оперуполномоченного 4-го отделения УГБ НКВД Абхазской АССР с января 1937 по апрель 1938;
- помощник оперуполномоченного 3-го отделения УГБ НКВД Абхазской АССР с апреля по декабрь 1938;
- оперуполномоченный 1-го отделения УГБ НКВД Абхазской АССР с декабря 1938 по май 1939;
- оперуполномоченный 3-й группы ТО НКВД Абхазской АССР с мая по июль 1939;
- старший оперуполномоченный Гудаутского райотдела НКВД в конце 1939;
- старший оперуполномоченный оперпункта НКВД (Мюссеры, Гагринский район) с 1939 по март 1940;
- старший оперуполномоченный 4-й группы 5-го отделения оперпункта НКВД, Гагринский р-н с марта 1940 по апрель 1941;
- старший оперуполномоченный Гагринского горотдела НКГБ с 15 апреля 1941 по август 1941;
- старший оперуполномоченный Гагринского горотдела НКВД с августа 1941 по август 1942;
- политрук отряда укомплектования из курсантов 1 Закавказского пехотного училища РККА, Гагра, с августа 1942 по ноябрь 1942;
- старший оперуполномоченный Гагринского горотдела НКВД-НКГБ с ноября 1942 по 28 сентября 1943;
- откомандирован в НКВД Белорусской ССР;
- начальник отдела УНКГБ Николаевской области с 1 июня 1944 по август 1946;
- оперуполномоченный Гульрипшского райотдела МГБ, с. Дранда Абхазской АССР, с октября 1946 по август 1947;
- старший оперуполномоченный 5-го отдела МГБ Абхазской АССР с августа 1947 по март 1949;
- зам. начальника 2-го отдела МГБ Абхазской АССР с марта 1949 по март 1953;
- зам. начальника 1-го отдела МГБ Абхазской АССР с апреля по июнь 1953;
- зам. министра внутренних дел Абхазской АССР с июня по август 1953;
- и. о. министра внутренних дел Абхазской АССР с августа по октябрь 1953;
- министр внутренних дел Абхазской АССР с 9 октября 1953 по сентябрь 1962;
- министр охраны общественного порядка Абхазской АССР с сентября 1962 по 20 сентября 1968;
- зам. начальника по оперативной работе Управления мест заключения МВД Грузинской ССР с января по июль 1969;
- зам. начальника Управления исправительно-трудовых учреждений МВД Грузинской ССР с июля 1969 по март 1975;
- уволен в запас по возрасту в марте 1975 года.

Звания: сержант госбезопасности с 21 февраля 1938; младший лейтенант госбезопасности с 28 декабря 1939; майор госбезопасности с 6 ноября 1945; подполковник с 10 декабря 1949; полковник внутренней службы с 15 июня 1957. Комиссар милиции 3 ранга с 1 ноября 1967 (это звание переименовано в звание генерал-майора милиции постановлением Совета министров СССР от 23 октября 1973 года).
Член ВЛКСМ с 1929 по 1941. Член ВКП(б) с сентября 1940.
В 1939 году был народным заседателем Верховного суда Абхазской АССР.
Награждён двумя орденами Красной Звезды (1949, 1954), медалями.
Женат, трое дочерей.
Скончался в 1991 году. Похоронен в Сухуми.